# Turacina ceratopyga
Turacina ceratopyga är en fjärilsart som beskrevs av Rudolf Püngeler 1902. Turacina ceratopyga ingår i släktet Turacina och familjen nattflyn. Inga underarter finns listade i Catalogue of Life.